# منتخب النرويج للباندي
منتخب النرويج الوطني للباندي (بالنرويجية: Norges herrelandslag i bandy) هو ممثل النرويج الرسمي في المنافسات الدولية في الباندي في فئة الباندي للرجال.